# ジェームス (きかんしゃトーマス)
ジェームスは、イギリスの幼児向け絵本『汽車のえほん』、またその映像化作品『きかんしゃトーマス』に登場するテンダー式蒸気機関車（テンダー機関車）。

## 概要
ウィルバート・オードリー原作の絵本『汽車のえほん』とその映像化作品『きかんしゃトーマスとなかまたち』に登場する中型テンダー機関車であり、映像化作品においてはレギュラーの立ち位置にある。6輪炭水車の横に書かれている車体番号は5。車体色は赤（スカーレット）。一人称は「僕」、二人称は「君」。しかしフジテレビ版（第1期〜第8期)では、パーシーやトーマスを「お前」と呼ぶ。
仲間のエドワードと同じくらいの大きさだがエドワードより少し大きい為、大きな機関車の一台として扱われている。
名前は、『汽車のえほん』の出版担当者の息子の友人ジェームズ・ファーズ (James Furze) が由来とされる。日本語版の『汽車のえほん』での名前は「ジェームズ」だが、映像化作品では「ジェームス」と翻訳が異なる。なお、『汽車のえほん』新装改訂版ではテレビシリーズ（TV版）に合わせて「ジェームス」となっている。

## 性格
少し怒りっぽいが、お調子者でもあり、思い込みが激しい。潔癖症と言えるほど綺麗好きで、自分の赤いボディと特別な仕事を仲間達や乗客に自慢するのが大好きな自惚れ屋な性格である。貨車・客車両方を牽引できる機関車だが、汚い貨車は嫌がることが多い。
ゴードン同様、時にはトーマスなどの小さい機関車をからかうこともしばしばあるが、時には素直で優しく、とても役に立つときもある。

## モデル
ランカシャー・アンド・ヨークシャー鉄道のL&YRクラス28蒸気機関車がモデル。L&YRクラス27蒸気機関車にベルパイア火室を付け、踏み板と前部砂箱を拡張して再構成したものである。大きなシリンダと過熱蒸気発生装置も設置された。動輪直径は5フィート1インチ (1.549 m)。ただし、実車の車軸配置は0-6-0となっており、前輪はない。

## 原作での設定
ジェームスは鉄道技師ジョージ・ヒューズ（George Hughes）により、L&YR 28形蒸気機関車の改良型試作機として1912年（または1913年）に製造された。動輪が5フィート6インチ (1.676m)と大きくなったほか、高速運転の際ノーズヘビーになる欠点を解消する為に実験的に先輪が取り付けられ2-6-0の車軸配置となったが、期待されたほどの改良には至らず、1923年にロンドン・ミッドランド・アンド・スコティッシュ鉄道に継承された後にトップハム・ハット卿により購入され、1924年（または1925年）ソドー島のノース・ウェスタン鉄道に移籍した。

## 作品における出来事
『汽車のえほん』第2巻において黒色のボディで初めて登場する。元々は木製のブレーキ装備の機関車だったが、貨車たちに押されて猛スピードで走ったことで、ブレーキが炎上し脱線事故を起こす。トーマスにクレーン車を使って助けられ、この後クロヴァンズ・ゲートの修理工場で、鉄製のブレーキと制輪子、赤と黒ラインの新塗装のボディと金色のドームをもらい、今の姿となった。
客車を乱暴に扱い客車のブレーキパイプを壊す、タール運搬車に衝突する、ハチに刺され鼻が赤く腫れ上がる などの忌まわしい過去があり、それらのことを度々仲間にからかわれる。また、近年のシリーズではソドー島にやってきた当初にブレーキが故障し暴走したことを仲間からからかわれる場面も見られる。
TV版第1期ではゴードン、ヘンリーとともに謹慎処分を受けたことがあり、単独の謹慎も経験している。第9期でトップハム・ハット卿から専用の青い貨車をもらう。

## 映像作品での主な主役回
| シーズン | 話数    | サブタイトル               | 備考 |
| -------- | ------- | -------------------------- | --- |
| 第1期    | 第7話   | ジェームスのだっせん       | 貨車達の悪戯でブレーキが効かないまま暴走し、脱線してしまう。これが初事故となった。                                                                             |
|          | 第8話   | ジェームスのあやまち       | 客車のブレーキを壊してしまい、あるお客の靴紐で修理することになる。                                                                                             |
|          | 第9話   | やっかいなかしゃたち       | 貨車達に乱暴者と言われ苦戦し、ゴードンの丘に差し掛かった際に貨車4両(原作では10両)+ブレーキ車が外れて逸走するも再び貨車を連結し、終盤でついに安全に牽引できた。 |
|          | 第10話  | ジェームスのうれしいひ     | 入線ミスしたゴードンに代わって、急行列車を牽引した。 |
|          | 第23話  | きたないきかんしゃ         | 各駅停車の貨物列車を牽引中に貨車の悪戯で暴走し、タール運搬車に追突する事故を起こした。このことをパーシーやトビーに罵倒された。                                 |
| 第3期    | 第69話  | あかはなのジェームス       | ティドマス駅でミツバチの巣箱が倒れ、ミツバチに鼻を刺されて赤くなってしまう。                                                                                   |
| 第5期    | 第120話 | トーマスとふるいきゃくしゃ | オイルタンク車を牽引中、漏れた油に火の粉が引火して火災事故を起こしてしまった。                                                                                 |

## イベントでの登場
イギリスで実際の蒸気機関車に『きかんしゃトーマス』のキャラクターのデザインを施し運行するイベント「Day out with Thomas」ではボディを赤に塗り顔の面を付けたジェームスデザインの蒸気機関車が運行されている。日本でもこのイベントが静岡県大井川鐵道にて定期的に開催されており、2015年よりC56形44号機にジェームスデザインを施した「きかんしゃジェームス号」も導入されている。
その他、2004年にイギリスで開催され2005年には日本でも公演された「ミュージカル きかんしゃトーマスとなかまたち」には2.64m×1.5m×6.52mのジェームスのモデルが登場し、2004年版のギネスブックにおいて世界一大きな鉄道模型として掲載されている。

## 声優

### 模型・3DCGアニメシリーズ
- 英国版 - スーザン・ローマン（長編第1作）→キース・ウィッカム（長編第4 - 12作）→ロブ・ラックストロー（第20期第23話『バートのしかえし』、長編第13 - 17作）
- 米国版 - スーザン・ローマン（長編第1作）→ケリー・シェイル（長編第4作 - 第18期）→ロブ・ラックストロー（長編第10作 - 第24期）
- 日本版 - 森功至（第1 - 8期）→江原正士（長編第2 - 17作）

### 2Dアニメシリーズ
- 英国版 - ルーク・マーティ（第1期）→トム・デュセック（第1期再録版 - ）
- 米国版 - ルーク・マーティ
- 日本版 - 伊東健人